# Senticolis triaspis
Genre
Espèce
Synonymes
- Coluber triaspis Cope, 1866
- Pityophis intermedius Boettger, 1883
- Coluber mutabilis Cope, 1885
- Coluber chlorosoma Günther, 1894
- Senticolis flavirufa Campbell & Howell, 1965
- Elaphe triaspis (Cope, 1866)
- Elaphe triaspis intermedia (Boettger, 1883)
- Elaphe triaspis mutabilis (Cope, 1885)

Statut de conservation UICN

 LC  : Préoccupation mineure
Senticolis triaspis, unique représentant du genre Senticolis, est une espèce de serpents de la famille des Colubridae.

## Répartition
Cette espèce se rencontre :
- aux États-Unis dans le sud de l'Arizona et dans le sud-ouest du Nouveau-Mexique ;
- au Mexique dans l'est du Sonora, dans l'ouest du Chihuahua, dans le Sinaloa, dans l'État d'Oaxaca, dans l'État d'Aguascalientes, dans le Tamaulipas et dans le Querétaro ;
- au Belize ;
- au Guatemala ;
- au Honduras ;
- au Salvador ;
- au Nicaragua ;
- au Costa Rica.

## Description
Ce serpent atteint au maximum 1,2 m. Il est généralement beige avec de nombreuses taches marron.

## Taxinomie
Cette espèce était précédemment classée dans le genre Elaphe, mais a été déplacée dans un genre distinct à la suite d'études phylogénétiques.

## Liste des sous-espèces
Selon The Reptile Database (20 février 2014) :
- Senticolis triaspis intermedia (Boettger, 1883)
- Senticolis triaspis mutabilis (Cope, 1885)
- Senticolis triaspis triaspis (Cope, 1866)

## Publications originales
- Boettger, 1883 : Herpetologische Mitteilungen. I - Kurze Notizen über Reptilien und Amphibien in der Heidelberger Universitäts-Sammlung. Bericht über die Tätigkeit des Offenbacher Vereins für Naturkunde, vol. 22-23, p. 147-156
- Cope, 1866 : Fourth contribution to the herpetology of tropical America. Proceedings of the Academy of Natural Sciences of Philadelphia, vol. 18, p. 123-132 (texte intégral).
- Cope, 1885 "1884" : Twelfth contribution to the herpetology of tropical America. Proceedings of the American Philosophy Society, vol. 22, p. 167-194 (texte intégral).
- Dowling & Fries, 1987 : A taxonomic study of the ratsnakes. VIII. À proposed new genus for Elaphe triaspis (Cope). Herpetologica, vol. 43, p. 200-207.